# Alekséy Kornéyev
Aleksey Aleksandrovich Korneyev (en ruso: Алексей Александрович Корнеев; 6 de febrero de 1939-14 de diciembre de 2004) fue un futbolista ruso y soviético. Desarrolló prácticamente toda su carrera deportiva en el FC Spartak Moscú y fue internacional por la Unión Soviética, con quien fue subcampeón de la Eurocopa 1964.

## Selección nacional
Kornéyev fue internacional en 6 partidos para el equipo nacional de fútbol de la Unión Soviética y participó en la Copa de las Naciones Europeas de 1964, donde los soviéticos finalizaron subcampeones, y la Copa Mundial de la FIFA 1966, donde los soviéticos terminaron cuartos.

## Palmarés
- Soviet Top Liga: 
  - Campeón: 1962.
- Copa de la Unión Soviética: 
  - Campeón: 1963, 1965.